# Ernesto Peyer
Ernesto Peyer (Bergdietikon, 1891 – Zurigo, 17 gennaio 1964) è stato un allenatore di calcio e calciatore svizzero, di ruolo attaccante.

## Carriera

Formazione del Padova annata 1914-1915. Peyer è il quarto in piedi da destra.

Gioca nel Padova dal 1914 al 1921. Sempre con i biancoscudati nel 1919 intraprende la carriera di allenatore-giocatore e poi solo di allenatore fino al 1927.